# В одном немецком городке
«В одном немецком городке» (также «В маленьком городке на Рейне», англ. A Small Town in Germany) — шпионский роман Джона Ле Карре 1968 года.

## Сюжет
Маленьким немецким городком в названии романа обозначена столица Западной Германии Бонн. Действие романа разворачивается в середине 1960-х годов в британском посольстве. В 1961—1963 годах Джон Ле Карре работал вторым советником посольства Великобритании в Бонне и поэтому был хорошо знаком и с городом, и с работой посольства.
На фоне опасного укрепления политических позиций правых сил, сплотившихся вокруг эссенского промышленника Клауса Карфельда, и студенческих волнений посольство Великобритании озабочено антибританскими тенденциями в западногерманской политике. В сложной обстановке, когда министерство внутренних дел ФРГ рекомендовало персоналу британского посольства не покидать пределов Бонна, исчезает второй секретарь посольства Лео Хартинг, а с ним целый ряд документов.
Прибывший для расследования из Лондона Алан Тёрнер после опроса персонала посольства выдвигает версию о том, что Хартинг, работавший в отделе рекламаций, имел доступ к секретным материалам НАТО и передал секретную информацию русским. Дальнейшее расследование опровергает эту версию. Хартинг по мнению нескольких сотрудников был одержим каким-то крупным проектом, незадолго до своего исчезновения он заявлял, что вышел на какой-то след. В заброшенном подвале посольства обнаруживается тайный кабинет Хартинга, где он работал над своим тайным проектом по разоблачению Клауса Карфельда, бывшего эсесовца, использовавшего в концентрационном лагере ядовитые газы для своих преступных экспериментов над людьми и даже включившего их результаты в свою диссертацию после войны. На преступления Карфельда истёк срок давности, Хартинг попытался убить Карфельда в Ганновере. Тёрнер предполагает, что Хартинг попытается убить Карфельда ещё раз во время его визита в Бонн, но по окончании речи в Бонне Карфельда Хартинг был обнаружен мёртвым.